# SUPER LOVERS (漫画)
『SUPER LOVERS』（スーパーラヴァーズ）は、あべ美幸による日本の漫画作品。略称は『スパラヴァ』。『CIEL Très Très』（角川書店）2009年12月号より連載が開始され、2014年8月から『エメラルド』に移籍し、連載中。苦労性の長男と美形の双子、血の繋がらない末子の4兄弟を中心に恋愛模様や複雑な家庭事情が描かれた作品。単行本は2021年9月現在15巻まで発売されている。ドラマCDは全3巻。
2015年4月30日発売の『エメラルド』にてテレビアニメ化が告知され、9月に正式に発表された。

## あらすじ
高校生の夏休み、海棠晴は幼い頃に別れた生みの母である春子が危篤との知らせを受け、彼女の住むカナダを訪れた。しかし、その知らせは嘘であり、晴は春子から新しい弟だと野生児のような男の子・零を紹介される。晴は憤る間もなく、誰の言うことも聞かない零の世話を始める。出生の謎や春子に引き取られる前の経験により、最初は心を開かなかった零も、晴の根気強さと優しさにだんだんと打ち解けていき、ふたりは将来日本で一緒に暮らすことを約束をする。しかし、帰国後、帰路に着く道中で両親の海棠崇・留理と共に交通事故に遭う。
5年後、高校を中退しホストになっていた晴の前に、成長した零が現れる。晴は当時の記憶を喪失していたため、零のことを覚えていなかったが、それでも構わないという零と弁護士の柏木幹子から聞かされた事情により、晴は零を引き取り一緒に暮らすことになる。やがて、晴は失った記憶を部分的に思い出し、零を拒絶するようになる。零もこれ以上側にいることが辛くなり、カナダへ帰国する。しかし、晴が零を追ってカナダへ訪れ、和解した後2人は1年近く共に生活をした後に晴の「いつか兄弟と一緒に生活をする」という目的を果たすために帰国し、双子の亜樹・蒔麻と4人で生活を始める。

## 登場人物
声優はドラマCD版 / アニメ版の順。

### 海棠家
海棠 晴（かいどう はる）
声 - 森川智之 / 前野智昭、藤原夏海（幼い晴）
7月7日生まれ。
海棠家長男。亜樹・蒔麻は異母弟、零は血の繋がりがない義弟。両親の離婚に伴い、母親に引き取られ8歳までカナダで育った帰国子女であり、クォーター。お人好しかつ面倒見のよい苦労人。母親から事実上の育児放棄を受けてきたため、彼女から離れて父親の下で育つ。寂しがりや故に人に優しい。見た目もよいので、周りに人が群がるタイプ。
海棠夫妻とともに巻き込まれた事故で1ヶ月間昏睡状態に陥っていた。その際、双子から事故について弾劾され、義母方の親戚（相模の実家）から身元引受を拒否されたため、児童養護施設へ入所するも、女性スタッフとの間で問題を起し、高校も退学し失踪する。年齢を偽り、歌舞伎町でホストデビューをする。理由は「手っ取り早く稼げるのと寂しさを紛らわせる」ため。後に双子に見つかり、ホストを続ける理由を「いつか（兄弟）双子とともに暮らす」ことになる。ホスト時代の源氏名は「ナツ」。
紆余曲折を経て双子と零とともに生活を始め、特に零を可愛がっている。兄弟4人で暮らすにあたり、夕方には家事ができるようにすることと、零の成長に配慮し食育を兼ねて清華と共同経営で「CAFE & BAR WHITE FANG」を開き、昼のカフェの方のオーナー兼店長となる。
海棠 零（かいどう れん）
声 - 神谷浩史、三瓶由布子（幼少） / 皆川純子
12月25日生まれ。
海棠家四男。晴・亜樹・蒔麻とは血が繋がっていない。6歳の時にアメリカの路地裏で置き去りにされた孤児。晴と出会うまでは正に野生児のようだったが、徐々に彼に対して心を開き、（恋愛対象として）好きになっていく。
養母・春子のもとで徹底した英才教育（主に理数系や外国語）を施されたため、日本の高校（進学校）でも難無く修学できており、奨学生資格を得ている。更に英才教育の賜物でいくつかの科目においてテスト免除を受けるほどの秀才。
真っ直ぐかつ純粋な性格。犬と米を好む。春子を母親のように慕っている。
海棠 亜樹（かいどう あき） / 蒔麻（しま）
声 - 福山潤（亜樹）、小野大輔（蒔麻） / 松岡禎丞（亜樹）、飯田友子（幼い亜樹）、寺島拓篤（蒔麻）、宮嶋ひとみ（幼い蒔麻）
海棠家次男と三男。亜樹は双子の兄で、長兄を慕っているツンデレであり、最初は零を引き取ることに反対していた。蒔麻は双子の弟、冷静沈着な性格。2人とも主に長男と四男のツッコミ役。
4歳上の異母兄・晴を慕っており、失踪してから数年後にホストをしている晴を見つけ出して「肉をたかる」を理由に再び離れ離れにならないように繋がりを保っていた。蒔麻曰く「あんな思いは二度としたくない」から。
海棠 崇（かいどう たかし） / 留理（るり）
声 - 小川輝晃（崇）、佐々木優子（留理） / 千葉一伸（崇）、桑島法子（留理）
晴・亜樹・蒔麻の父親と、亜樹・蒔麻の母親であり、夫婦。留理は崇の再婚相手であり、しかも春子とは仲が良い。高速道路にて交通事故に遭い亡くなる。

### 海棠家の血縁者
春子・D・ディークマン（はるこ・ダニエラ・ディークマン）
声 - 田中敦子
晴の母親かつ、零の育ての親。売れっ子小説家であり、CERN(セルン)に在籍する世界的物理学者。豪胆な性格で零からの信頼も篤い。母親でいることができないため、晴から「母さん」と呼ばれることを嫌がる。
崇と結婚し、晴を産むも「母親」でいることが出来ずに離婚。離婚時に晴を引き取るも事実上の育児放棄をしていたのは、「自分」でいられなくなるのが嫌だったから。親子関係はほぼ絶縁状態であったが、零が晴のもとで生活するに至ってやり取りするようになる。
後年、母親とはぐれ身寄りがなかった零を保護・引き取り、学習に関しては人並み以上に教育を施すが、食生活・道徳・礼儀に関しては、ほぼ放置。晴を日本から呼び寄せ、面倒を見させる。後に晴のもとで生活することを望む零を晴に託すが、「自分は子を2度も手放したのだ」と漸くに至って寂しさを感じるようになる。
海棠の双子兄弟からは、晴が事故の際に「来日せず何もしなかった」と思われており、特に亜樹からは非常に嫌われていたが和解した。
「晴」と名づけたのは、「晴」が自分にそっくりなためと元夫への嫌がらせ。
「零」の名づけの由来は「すっごく小さい」から。
斯波 夏生（しば なつお）
声 - 佐藤拓也、内藤有海（幼い夏生）
海棠兄弟の父方のいとこ。母親は病死。元々は八丈島に住んでいたものの、借金を残して父親と共にハワイに国外逃亡していた。父親の再婚を機に1年前から日本に帰国しており、歌舞伎町の第二のナツとして巷を騒がせていた。3兄弟だと思っていた海棠家にいつの間にか増えていた零に興味を持ったことがきっかけで再び海棠家と交流を持つことになる。実は晴に少しの嫌悪感を覚えているが、晴を海棠家の長男兼、責任者として認めている面もある。

### 海棠兄弟の関係者
柏木 幹子（かしわぎ みきこ）
声 - 沢海陽子
「柏木総合法律事務所」所長の弁護士。蒼陵高校の理事でもある。また、晴が入院した病院の顧問弁護士。
春子の友人であり、海棠夫妻が事故死した際、晴の法的手続き・入院の対応など、零の面倒で来日できなかった春子の代わりにそれらを代行した。以降、晴の身元保証人でもあり、ホスト時代の上客の1人でもあった。
海棠4兄弟が住んでいる一軒家の大家でもあり、「気に入っている庭の手入れも兼ねて」を条件に安価で晴に貸している。
また、「困った時には星に聞け!」の保坂清嶺の母である。
佐々木 郁芳（ささき いくよし）
声 - 瀧澤樹 / 村瀬歩
ホストであり、晴の同僚。源氏名は郁（いく）。後にCAFE & BAR WHITE FANGで働く。実家は千葉の農家。
清華（きよか）/ 高森清次（たかもり せいじ）
声 - 斎賀みつき
晴の高校時代の同級生。晴と共同経営で店を開く。前者は源氏名であり、後者が本名。夜のバー部門のオーナー兼店長。
やり手の実業家でもあり、CAFE＆BAR WHITE FANGのバー部門を含めて4軒の店を持っており、いずれも経営は好調。プロデュース依頼もあり、かなり多忙。2丁目にも店舗を展開している。
高校時代、晴に好意を抱いていた。零のことを最初は邪険にしていたが、最近は近すぎず・遠過ぎずの関係を保っている。しかし、零に「セーラー服」など「コスプレセット」を送っている。
小野寺（おのでら）
声 - 廣田行生 / 辻親八
晴がホスト時代に住んでいた、アパートの大家のじいさん。アニメでの名前は「茂光」。当初、晴のことを「チャらい若造」と見做していたが、「いつか兄弟と暮らしたい」と真面目に働いているのを見て以来、気に入っている。そのアパートに今は郁芳が住んでいる。零にバイトを頼んだり、犬を預けたり、海棠家の祝い事に参加するなど交流を持っている。家族は息子がいたが、晴たちがアパートを去る5年前にがんで亡くなっており、時々、息子の嫁の節子（声 - 瀬尾恵子 / 瀧本富士子）がきている。
三色羊羹がお気に入り。
事務員
声 - 上田燿司 / 宮下栄治
柏木幹子の弁護士事務所の「柏木総合法律事務所」事務員。

### 蒼陵高校
黒崎 十全（くろさき じゅうぜん）
声 - 興津和幸 / 福島潤
零とは高校以来の友人。中学まで関西圏で育ったため関西弁を話す。両親は離婚していたが、母親の再婚に伴い蒼陵へ転入してきた。後に、義妹が誕生し、可愛がっている。
近藤 紀里（こんどう きり）
声 - 喜多村英梨 / 白石涼子
零とは中3以来の友人であり、高校も一緒の女子生徒。英語圏で育った帰国子女のため零とも気が合い、中学時代は女子で唯一会話が成立していた同級生。勝気で少々男前な性格。
榎本 瑛（えのもと あきら）
零と同じ特待生枠の生徒。複数の取り巻きと共に、零に度々干渉しているため、零に敵意をむき出しにされている。
篁 志朗（たかむら しろう）
声 - 置鮎龍太郎
蒼陵高校の男子棟の保健医。特待生枠で別室試験の零の試験監督をした時にぽろりと出した一言で零に質問（悪魔のナゼナニ攻撃）をされるようになった。
零を介して海棠家のほかの兄弟達とも交流を持つようになる。また、幹子に頼まれごと『蒼陵高校理事の圧力』をされてから夏生と行動することが増えた。
かつて、夏生の母の担当医だったが、篁自身はその当時の担当患者の子供が夏生だったことは知らないものの、アイス好きなどの特徴は覚えている。
伊藤（いとう）
声 - 原田晃 / 伊丸岡篤
零の担任の教師。担当教科は体育。

### その他
橘 千里（たちばな ちさと）
ホスト通いの御曹司。夏生に興味を持ち、彼の出勤日に必ず現れる。
ロブ、フミエ
声 - 中村浩太郎（ロブ）、定岡小百合（フミエ） / 宮下栄治（ロブ）、片貝薫（フミエ）
春子の母方の叔母夫婦。カナダ在住で春子や零の面倒を見ていた。
朝倉 あゆ美（あさくら あゆみ）
声 - 小菅真美 / 藤井ゆきよ
晴のホスト時代の謎の客。アニメでの苗字は「浅倉」。晴に対して勝手な同情を求め、それ故に晴に愛される四男、零を殺めようとする。しかし、その計画は亜樹や、晴により失敗する。5年後に再登場し、ついに晴によって警察に通報された。その際、晴は右手を負傷した。
雅美、珠子
声 - 沢井エリカ（雅美）、美名（珠子） / 楠田亜衣奈（雅美）、山口立花子（珠子）
晴のホスト時代の常連客。
国末美樹
声 - 三ッ木勇気 / 能登麻美子
以前晴を想っていたが、なんらかのことですれ違いになっている。
夏川亜衣
声 - 悠木碧
蒔麻が家庭教師を行っている、女子中学生。いろいろあって不登校だったが、海棠家の家庭の事情を知って行くようになった。
紀里の両親
声 - 笹沼尭羅（父）、菅谷弥生（母）
環、紅子、カトリーヌ
声 - 伊丸岡篤（環）、宮下栄治（紅子）、櫻井トオル（カトリーヌ）
アニメ二期で登場した、清華が経営している2丁目の店舗のオネェ3人組。
大友
声 - 山口享佑子
山本
声 - 佐藤奏美

## CAFE & BAR WHITE FANG
作中に登場するカフェ。晴が店長・オーナーを務め、ホスト時代の仲間であった郁芳を従業員に、そして高校時代の旧友・清華を共同経営者に迎え自宅敷地内の建物を利用して開店した。住宅地での開業のため、成功するか危ぶまれたが、「オーナーは元NO.1ホスト」という清華の宣伝が功を奏し常に満員御礼状態。料理も美味しいと周りには評判のお店になった。開店した最初の夏は夏休みを利用した若い女性が朝から列を成したり、バレンタインの当日は自宅と店舗前に「贈り物」が山積みになった。
双子も時折手伝っており、零も偶に店に顔を出すため、4兄弟が揃うと客は「プレミアもの」と喜ぶ。

## 書誌情報
- あべ美幸『SUPER LOVERS』 角川書店〈あすかコミックス〉、既刊18巻（2024年8月30日現在）
  1. 2010年7月28日発売[9]、ISBN 978-4-04-854500-6
  2. 2010年11月26日発売[10]、ISBN 978-4-04-854562-4
  3. 2011年6月28日発売[11]、ISBN 978-4-04-854644-7
  4. 2011年11月28日発売[12]、ISBN 978-4-04-120074-2
  5. 2012年8月30日発売[13]、ISBN 978-4-04-120388-0
  6. 2013年11月1日発売[14]、ISBN 978-4-04-120900-4
  7. 2014年8月1日発売[15]、ISBN 978-4-04-101894-1
  8. 2015年8月1日発売[16]、ISBN 978-4-04-103300-5
  9. 2016年4月30日発売[17]、ISBN 978-4-04-104150-5
  10. 2017年1月1日発売[18]、ISBN 978-4-04-104151-2
    - 『プレミアムアニメDVD付き限定版』 同日発売[19]、ISBN 978-4-04-104152-9

  11. 2017年9月1日発売[20]、ISBN 978-4-04-105295-2
    - 『プレミアムアニメDVD付き限定版』 同日発売[21]、ISBN 978-4-04-105294-5

  12. 2018年12月28日発売[22]、ISBN 978-4-04-107622-4
  13. 2019年8月30日発売[23]、ISBN 978-4-04-108600-1
    - 『小冊子付き特装版』 同日発売[24]、ISBN 978-4-04-108601-8

  14. 2020年9月1日発売[25]、ISBN 978-4-04-109799-1
    - 『小冊子付き特装版』 同日発売[26]、ISBN 978-4-04-109798-4

  15. 2021年9月1日発売[27]、ISBN 978-4-04-111665-4
    - 『小冊子付き特装版』 同日発売[28]、ISBN 978-4-04-111659-3

  16. 2022年9月1日発売[29]、ISBN 978-4-04-112834-3
    - 『小冊子付き特装版』 同日発売[30]、ISBN 978-4-04-112835-0

  17. 2023年9月1日発売[31]、ISBN 978-4-04-113998-1
  18. 2024年8月30日発売[32]、ISBN 978-4-04-115199-0
    - 『小冊子付き特装版』 同日発売[33]、ISBN 978-4-04-115200-3

## ドラマCD
- SUPER LOVERS スーパーラヴァーズ 1 2011年03月下旬発売（角川書店）
- SUPER LOVERS スーパーラヴァーズ 2 2011年05月下旬発売（角川書店）
- SUPER LOVERS スーパーラヴァーズ 3 2012年03月下旬発売（角川書店）

## テレビアニメ
2016年4月より6月まで第1期が、2017年1月より3月まで第2期『SUPER LOVERS 2』がAT-X・TOKYO MXほかにて放送された。

### スタッフ
- 原作 - あべ美幸
- 監督 - 石平信司
- 助監督 - 渡部穏寛
- シリーズ構成 - 中村能子
- キャラクターデザイン - 瀧原美樹
- プロップデザイン - 川崎愛香
- アニマルデザイン - 神谷美也子
- プロップ作画監督 - 荒木弥緒、岡戸智凱
- 美術監督 - 三宅昌和
- 美術設定 - 三宅早織
- 色彩設計 - 桂木今里
- 撮影監督 - 越山麻彦
- 3D監督 - 濱村敏郎
- 編集 - 松村正宏
- 音響監督 - はたしょう二
- 音楽 - 高梨康治、片山修志、加藤賢二
- 音楽制作 - 日本コロムビア
- 音楽プロデューサー - 植村俊一
- プロデューサー - 小倉理絵
- アニメーションプロデューサー - 浦崎宣光、中田善文
- アニメーション制作 - スタジオディーン
- 製作 - 「SUPER LOVERS」製作委員会（第1期）、「SUPER LOVERS 2」製作委員会（第2期）

### 主題歌
「おかえり。」
矢田悠祐による第1期オープニングテーマ。作詞・作曲・編曲は園田健太郎。
「ハピネスYOU&ME」
海棠4兄弟［海棠零（皆川純子）、海棠晴（前野智昭）、海棠亜樹（松岡禎丞）、海棠蒔麻（寺島拓篤）］による第1期エンディングテーマ。作詞は宮嶋淳子、作曲・編曲はhisakuni。
「晴レ色メロディー」
矢田悠祐による第2期オープニングテーマ。作詞・作曲は山田智和、編曲は睦月周平。
「ギュンとラブソング」
第2期エンディングテーマ。作詞は高瀬愛虹、作曲はno_my、編曲は滝澤俊輔。歌唱メンバーは以下のように話数によって異なる。
- 第1話、第9話 - 海棠零（皆川純子）& 海棠晴（前野智昭）
- 第2話 - 海棠晴（前野智昭）& 海棠亜樹（松岡禎丞）
- 第3話、第6話、第10話 - 海棠零（皆川純子）& 海棠晴（前野智昭）& 海棠亜樹（松岡禎丞）& 海棠蒔麻（寺島拓篤）
- 第4話 - 海棠零（皆川純子）& 海棠蒔麻（寺島拓篤）
- 第5話 - 海棠亜樹（松岡禎丞）& 海棠蒔麻（寺島拓篤）
- 第7話 - 海棠晴（前野智昭）& 海棠蒔麻（寺島拓篤）
- 第8話 - 海棠零（皆川純子）& 海棠亜樹（松岡禎丞）

### 各話リスト
| 話数  | サブタイトル    | 脚本       | 絵コンテ   | 演出           | 作画監督                                     | 総作画監督               |
| 第1期 | 第1期           | 第1期      | 第1期      | 第1期          | 第1期                                        | 第1期                    |
| ----- | --------------- | ---------- | ---------- | -------------- | -------------------------------------------- | ------------------------ |
| #1    | forest green    | 中村能子   | 石平信司   | ボブ白旗       | 伊藤智子、さとうりか                         | 瀧原美樹                 |
| #2    | black eye       | 中村能子   | 渡部穏寛   | 渡部穏寛       | 野口莉英子、原田幸枝 さとうりか              | 中村深雪 中本尚          |
| #3    | white christmas | 中村能子   | 石平信司   | 横田一平       | 鈴木奈都子                                   | 中村深雪 工藤裕加        |
| #4    | young grass     | 大場小ゆり | 石平信司   | 川崎芳樹       | 青木真理子、海老原雅夫 西村彩、HEO SUENG GEE | 工藤裕加 中本尚          |
| #5    | cherry blossom  | 中村能子   | 西本由紀夫 | 土屋浩幸       | 吉田美和、さとうりか 古住千秋                | 瀧原美樹 中本尚          |
| #6    | cloudy sky      | 山田由香   | ボブ白旗   | 高橋英俊       | 齋藤温子                                     | 瀧原美樹 中村深雪 中本尚 |
| #7    | white fang      | 大場小ゆり | 伊勢昌弘   | 横田一平       | 鈴木奈都子                                   | 瀧原美樹 工藤裕加 中本尚 |
| #8    | blue sky        | 山田由香   | ボブ白旗   | ボブ白旗       | 伊藤智子、吉田美和 大塚八愛、さとうりか      | 瀧原美樹 工藤裕加        |
| #9    | rainy season    | 大場小ゆり | 渡部穏寛   | 稲葉友紀       | 吉川佳織、阿部恒                             | 瀧原美樹 中本尚          |
| #10   | summer storm    | 中村能子   | 渡部穏寛   | 渡部穏寛       | 野口莉英子、原田幸枝 大塚八愛                | 中村深雪                 |
| 第2期 |                 |            |            |                |                                              |                          |
| #1    | in the pink     | 中村能子   | 西本由紀夫 | 阿部達也       | 伊藤智子、本多みゆき 吉田美和                | 中村深雪                 |
| #2    | gold star       | 山田由香   | ボブ白旗   | いわもとやすお | 齋藤温子                                     | 工藤裕加 中本尚          |
| #3    | white lie       | 大場小ゆり | 西本由紀夫 | 中村近世       | 伊藤智子、野口莉英子 古住千秋                | 瀧原美樹 工藤裕加        |
| #4    | see red         | 山田由香   | 渡部穏寛   | 渡部穏寛       | 本多みゆき、中本尚 川添亜希子、松浦里美      | 瀧原美樹 中本尚          |
| #5    | black and white | 大場小ゆり | 斉藤哲人   | 白石道太       | 永吉隆志、桐谷真咲 挽本敦子                  | 中村深雪                 |
| #6    | marine blue     | 中村能子   | 石平信司   | 門田英彦       | 本多みゆき、松浦里美 川添亜希子、是本晶      | 瀧原美樹 中本尚          |
| #7    | sweet peach     | 山田由香   | 渡部穏寛   | 奥野浩行       | しんぼたくろう、森下勇輝                     | 工藤裕加 中村深雪        |
| #8    | heavy fog       | 大場小ゆり | ボブ白旗   | ボブ白旗       | 伊藤智子、手島勇人 田中小百合                | 中本尚                   |
| #9    | silver lining   | 中村能子   | 石平信司   | いわもとやすお | 齋藤温子                                     | 工藤裕加                 |
| #10   | happy days      | 中村能子   | 石平信司   | 渡部穏寛       | 古住千秋、八代きみこ 中島美子、田中小百合    | 瀧原美樹 中本尚          |

### 放送局
| 放送期間                | 放送時間                     | 放送局         | 対象地域 | 備考                                     |
| ----------------------- | ---------------------------- | -------------- | -------- | ---------------------------------------- |
| 2016年4月6日 - 6月8日   | 水曜 23:30 - 木曜 0:00       | AT-X           | 日本全域 | 製作委員会参加 CS放送 / リピート放送あり |
| 2016年4月7日 - 6月9日   | 木曜 1:35 - 2:05（水曜深夜） | TOKYO MX       | 東京都   | 製作委員会参加                           |
|                         | 木曜 2:00 - 2:30（水曜深夜） | サンテレビ     | 兵庫県   |                                          |
| 2016年4月9日 - 6月11日  | 土曜 3:00 - 3:30（金曜深夜） | BS11           | 日本全域 | BS放送 / 『ANIME+』枠                    |
| 2016年4月11日 - 6月13日 | 月曜 0:30 - 1:00（日曜深夜） | tvk            | 神奈川県 | 製作委員会参加                           |
|                         |                              | チバテレ       | 千葉県   |                                          |
|                         |                              | テレ玉         | 埼玉県   |                                          |
| 2016年4月12日 - 6月14日 | 火曜 1:00 - 1:30（月曜深夜） | 岐阜放送       | 岐阜県   |                                          |
| 2016年4月13日 - 6月15日 | 水曜 2:20 - 2:50（火曜深夜） | 三重テレビ放送 | 三重県   |                                          |
|                         | 水曜 3:05 - 3:35（火曜深夜） | TVQ九州放送    | 福岡県   |                                          |

| 放送期間                | 放送時間                     | 放送局      | 対象地域 | 備考                                     |
| ----------------------- | ---------------------------- | ----------- | -------- | ---------------------------------------- |
| 2017年1月12日 - 3月16日 | 木曜 23:30 - 金曜 0:00       | AT-X        | 日本全域 | 製作委員会参加 CS放送 / リピート放送あり |
| 2017年1月14日 - 3月18日 | 土曜 1:40 - 2:10（金曜深夜） | TOKYO MX    | 東京都   | 製作委員会参加                           |
| 2017年1月15日 - 3月19日 | 日曜 3:00 - 3:30（土曜深夜） | BS11        | 日本全域 | BS放送 / 『ANIME+』枠                    |
| 2017年1月16日 - 3月20日 | 月曜 0:00 - 0:30（日曜深夜） | tvk         | 神奈川県 |                                          |
|                         |                              | チバテレビ  | 千葉県   |                                          |
|                         |                              | テレ玉      | 埼玉県   | 製作委員会参加                           |
|                         | 月曜 2:35 - 3:05（日曜深夜） | TVQ九州放送 | 福岡県   | [ 39 ]                                   |
|                         | 月曜 23:30 - 火曜 0:00       | サンテレビ  | 兵庫県   |                                          |

| 配信開始日    | 配信時間             | 配信サイト         | 備考                                  |
| ------------- | -------------------- | ------------------ | ------------------------------------- |
| 2017年1月17日 | 火曜 12:00 更新      | dアニメストア      |                                       |
| 2017年1月24日 | 火曜 23：00 - 23：30 | ニコニコ生放送     |                                       |
|               | 火曜 23：30 更新     | ニコニコチャンネル | 第1話常設無料、第2話以降1週間限定無料 |

### BD / DVD
| 巻 | 発売日         | 収録話         | 規格品番  | 規格品番   |
| 巻 | 発売日         | 収録話         | BD限定版  | DVD限定版  |
| -- | -------------- | -------------- | --------- | ---------- |
| 1  | 2016年6月17日  | 第1話 - 第2話  | KAXA-7381 | KABA-10473 |
| 2  | 2016年7月22日  | 第3話 - 第4話  | KAXA-7382 | KABA-10474 |
| 3  | 2016年8月19日  | 第5話 - 第6話  | KAXA-7383 | KABA-10475 |
| 4  | 2016年9月23日  | 第7話 - 第8話  | KAXA-7384 | KABA-10476 |
| 5  | 2016年10月21日 | 第9話 - 第10話 | KAXA-7385 | KABA-10477 |

| 巻 | 発売日        | 収録話        | 規格品番  | 規格品番   |
| 巻 | 発売日        | 収録話        | BD限定版  | DVD限定版  |
| -- | ------------- | ------------- | --------- | ---------- |
| 1  | 2017年3月24日 | 第1話 - 第2話 | KAXA-7471 | KABA-10510 |

### Webラジオ
『TVアニメ「SUPER LOVERS」RADIO LOVERS』のタイトルで、音泉にて2016年4月6日（第1回）から12月14日（第19回）まで隔週水曜日に更新、アニメ第2期に合わせて同年12月28日（第20回）から2017年3月24日（第26回）までタイトル名を『TVアニメ「SUPER LOVERS 2」RADIO LOVERS』に改めて隔週金曜日に配信した。パーソナリティは皆川純子（海棠零 役）、前野智昭（海棠晴 役）。